# Вильбоа, Франц Францевич
Франц Францевич (Франц Карл Теодор фон) Вильбоа (нем. Franz Karl Theodor von Villebois; 19 июня 1836 — 30 января 1890, Дерпт, Лифляндская губерния) — русско-немецкий скульптор французского происхождения. 

## Биография

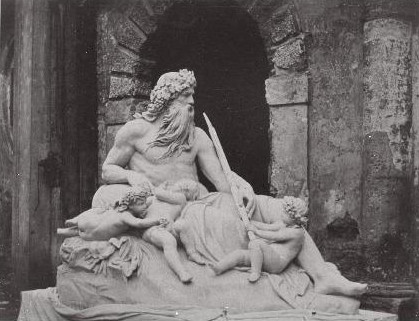
Статуя «Отец Рейн» («Аллегория Рейна») в в гроте в общественном парке в Дерпте (Тарту)

Выходец из французского дворянского рода Вильбоа, поступившего на русскую службу при Петре Первом, награждённого  поместьями в Лифляндии и в дальнейшем германизировнаного. 
Родился в 1836 году в Лифляндии в семье землевладельца, лейб-гвардии капитана Франца Готлиба фон Вильбоа (1795–1836) и его супруги Елизаветы, урождённой фон Криденер (1810–1895).
Окончил гимназию Шмидта в Феллине (ныне — Вильянди), затем, в 1857—59 годах учился в Дерптском университете. В дальнейшем продал поместье, которое унаследовал от отца, и отправился в Мюнхен, где поступил сперва в Школу прикладных искусств, а годом позже — в Академию художеств. Окончив академию, из Мюнхена Вильбоа переехал в Дрезден, а в 1880 году вернулся в Дерпт.
Из его работ наиболее известна статуя «Отец Рейн» («Аллегория Рейна»), которая была установлена в гроте в общественном парке Дерпта.
С 1864 года Вильбоа был женат на Элизе фон Фитингоф (1839–1929), в этом браке родилось пятеро детей. 
Скончался скульптор Вильбоа в 1890 году в Дерпте.